# Macroclinium brasiliense
Macroclinium brasiliense là một loài thực vật có hoa trong họ Lan. Loài này được (Pabst) Dodson mô tả khoa học đầu tiên năm 1984.